# Meteor (Roman)
Meteor ist der deutsche Titel eines im Dezember 2003 erschienenen Thrillers von Dan Brown (englischer Originaltitel: Deception Point, 2001). Im Jahr 2005 ist der Titel auch als Hörbuch von Lübbe Audio erschienen, gelesen von Anne Moll.

## Handlung
In den USA stehen Präsidentschaftswahlen bevor. Aussichtsreichster Kandidat ist Senator Sedgewick Sexton, der seine Kampagne sehr stark auf „Vertrauen“ und „Privatisieren der Geld verschwendenden NASA“ stützt. Der aktuelle Präsident, Zach Herney, ist dagegen starker Verfechter einer staatlichen NASA.
Sextons Tochter Rachel Sexton arbeitet im NRO als Datenaufbereiterin und damit indirekt für den Präsidenten. Entsprechend besteht eine starke Spannung zwischen Vater und Tochter, Sexton versucht unter anderem, seine Tochter zu einem Wechsel des Arbeitsplatzes zu bewegen, weil man ihre Arbeit für eine Regierungsbehörde verwenden könne, um ihn beim Wahlkampf anzugreifen.
Die Handlung beginnt mit der Ermordung des Geologen Charles Brophy, indem er und sein Hundeschlitten aus einem Hubschrauber geworfen werden.
In Washington beginnt für Rachel Sexton ein hektischer Tag: Während eines Streits mit ihrem Vater über ihren Arbeitgeber erhält sie einen Pager-Anruf, dass sie ins NRO-Hauptquartier zum Direktor William Pickering kommen soll. Von dort wird sie so gut wie kommentarlos per Hubschrauber auf einen Flughafen geschickt, wo die Air Force One mit Präsident Herney bereits auf sie wartet. Ohne wirklich viel zu erfahren oder eine Wahl zu bekommen, wird sie in einen Kampfjet gesteckt und schnellstens auf das Milne-Eisschelf der Ellesmere-Insel in der Arktis geflogen. Dort befindet sich eine geheime Forschungskuppel der NASA und sie erfährt, dass im Eis das Bruchstück eines Meteoriten gefunden wurde, in dem sich offenbar Fossilieneinschlüsse extraterrestrischer Herkunft befinden. Entdeckt wurde der Meteorit angeblich durch einen Satelliten des NASA Earth Observing System, der Dichtemessungen im arktischen Eis durchführen sollte und dabei eine Anomalie fand. Für die NASA wäre die Entdeckung, dass außerirdisches Leben existiert und es mit Meteoroiden auf die Erde kommen kann (Panspermia-Theorie), nach der ALH-84001-Pleite eine willkommene Rechtfertigung ihrer Existenz. Darüber hinaus würde die Anti-NASA-Kampagne von Senator Sexton damit in sich zusammenstürzen.
Außer Rachel Sexton befinden sich die zivilen Wissenschaftler Michael Tolland, Corky Marlinson, Norah Mangor und Wailee Ming in der Kuppel, die die Authentizität des Meteoriten bestätigen.
Der Meteorit wird aus dem Eis geborgen, indem er durch einen Laser aufgeheizt wird und sich so einen Schacht freischmilzt. Die Bergung wird insgeheim durch ein Team der Delta Force mittels eines flugfähigen Miniaturroboters beobachtet. Als der Meteorit geborgen ist, alle zum Feiern versammelt sind und sich auf die geplante Veröffentlichung der Entdeckung um 20:00 Uhr vorbereiten, entdeckt Dr. Ming eine Anomalie im Wasser des Bergungsschachtes. Die Entdeckung der Anomalie passt nicht in den Plan des Delta-Force-Auftraggebers, sodass der Anführer des Delta-Force-Teams den Flugroboter in dem Moment, in dem der Wissenschaftler eine Wasserprobe zu nehmen versucht, in dessen Auge lenkt. Ming fällt in den Bergungsschacht und ertrinkt.
Niemand bemerkt das Verschwinden des Doktors, doch auch Tolland entdeckt die Anomalie im Schacht. Er ruft Rachel, Corky und Norah zu sich, und sie stellen fest, dass es sich um leuchtendes Plankton handelt, das jedoch nur in Salzwasser vorkommt. Eine Wasserprobe zeigt tatsächlich eine 3%ige Salzkonzentration im Schmelzwasser, was der Tatsache widerspricht, dass Gletschereis aus Süßwasser bestehen sollte und dass der Gletscher frei von Rissen sei. Um zu klären, ob ein Riss oder Salzwassereinschlüsse vorliegen, schlägt Norah Mangor vor, den Schachtbereich durch eine Radaraufnahme zu untersuchen. Weil sie dafür die Kuppel verlassen und 200 Meter in den stürmischen Gletscherfallwind hinaus muss, wird sie vom NASA-Direktor Ekstrom gezwungen, Corky, Tolland und Rachel zur Sicherung mitzunehmen.
Auf der Radaraufnahme entdecken sie die Leiche Dr. Mings und eine Fortsetzung des Bergungsschachtes bis zum Boden des Schelfeises, die das Salzwasser erklärt und vor allem beweist, dass der Meteorit künstlich an seinen Platz gebracht wurde. Die Delta Force reagiert mit einem Mordanschlag, dem Norah Mangor zum Opfer fällt und dem Rachel, Tolland und Corky entkommen können, indem sie eine Plane als Segel benutzen. Sie werden auf einen Eisberg geweht, der gerade vom Schelfeis abgekalbt ist und von dort im letzten Moment von der Charlotte gerettet. Rachels Versuch, noch vor 20:00 Uhr den Präsidenten zu erreichen und die Pressekonferenz zu verhindern, scheitert.
Währenddessen trifft sich in Washington Gabrielle Ashe, Mitarbeiterin von Senator Sexton, mit Marjorie Tench, einer engen Mitarbeiterin des Präsidenten. Sie legt Gabrielle Dokumente vor, die beweisen, dass Senator Sexton in finanziellen Nöten ist und illegale Spendengelder durch kommerzielle Raumfahrtfirmen erhält. Als Gegenleistung will Sexton als Präsident die NASA privatisieren. Da der Präsident keinen Skandalwahlkampf führen will, verlangt sie von Gabrielle, eine zuvor von Sexton abgestrittene Affäre mit ihr öffentlich einzugestehen und ihn so auf vergleichsweise harmlose Art unmöglich zu machen. Gabrielle weigert sich, aber ihre Loyalität zu Sexton wird durch die Beweisdokumente stark erschüttert.
Präsident Herney gibt um 20:00 Uhr eine Pressekonferenz und klärt die Welt über den Meteor auf. Rachel Sextons Anruf wurde im letzten Moment von Marjorie Tench abgefangen.
Rachel, Tolland und Corky zweifeln mittlerweile an der Echtheit des Meteoriten. Es gelingt ihnen, William Pickering zu erreichen und in die USA zurücktransportiert zu werden. Um ihre Zweifel erhärten zu können, machen sie einen Zwischenstopp auf Tollands Forschungsschiff Goya, das über einem riesigen Wasserstrudel ankert, der durch submarinen Vulkanismus hervorgerufen wird. Dort stellen sie fest, dass alle Merkmale, die den Meteoriten so besonders machten, gefälscht sind. Die Kruste wurde durch die Hitze eines wasserstoffbetriebenen Raketentriebwerks erzeugt, für die bisher als meteoritentypisch angesehenen Chondren wurde entdeckt, dass ihre chemische Zusammensetzung falsch ist und dass sie in einer Tiefsee-Subduktionszone entstanden sein müssen, und die Fossilien sind Tiefsee-Riesenasseln, deren Existenz bisher unveröffentlicht war.
Das Delta-Force-Team wird ebenfalls zurückgeholt und erhält den Auftrag, die überlebenden Wissenschaftler zu töten. Nach einem Telefonat zwischen Pickering und Tench, in dem die Fälschung klar wird und bei dem sich die beiden zu einem Treffen am Washington Monument verabreden, wird der Delta-Force-Auftrag dahin erweitert, an diesem Denkmal eine Person zu töten. Dieser Zwischenauftrag gibt den Wissenschaftlern die Zeit, die sie für ihre Analyse benötigen, aber bevor sie ihre Ergebnisse bekanntgeben können, greift das Delta-Force-Team die Goya an. Ein Störsender verhindert zunächst die Übertragung der Analyse und eine Hellfire-Rakete vernichtet ihren Hubschrauber. Während dieses Angriffs flüchtet Corky mit einem Motorboot. Der Delta-Force-Hubschrauber setzt zwei Personen ab und verfolgt Corky. Die beiden können aber bis zur Rückkehr des Hubschraubers von Rachel und Tolland außer Gefecht gesetzt werden. Schließlich landet der Delta-Force-Hubschrauber auf der Goya und der Auftraggeber der Delta-Force-Einheit steigt aus. Bis zu diesem Zeitpunkt schien es offensichtlich, dass Marjorie Tench die Auftraggeberin ist und auf diese Weise den Wahlsieg von Zach Herney sicherstellen will. Stattdessen zeigt sich, dass William Pickering der Drahtzieher des fingierten und inzwischen außer Kontrolle geratenen Meteoritenfunds ist. Er wollte damit erreichen, dass die NASA nicht privatisiert wird. Rachel lässt sich von ihm nicht dazu überreden, die Analyseergebnisse auszuhändigen und blufft, sie hätten das Schiff bereits verlassen und würden in Kürze veröffentlicht werden. Pickering lässt den Störsender kurzzeitig abschalten, um ein Telefonat mit dem mutmaßlichen Empfänger der brisanten Informationen führen zu können. Während dieses Zeitfensters überträgt das von Rachel programmierte Faxgerät die Analyseergebnisse an das Büro ihres Vaters. Im Schlusskampf fällt der Delta-Force-Hubschrauber mit seinem Piloten sowie einigen Hellfire-Raketen ins Meer, und ebenso Rachel sowie Tolland zusammen mit dem Tauchboot der Goya. Die Raketen des Hubschraubers sprengen den Unterwasservulkan auf, im Strudel der Eruption versinkt die Goya und mit ihr Pickering. Tolland und Rachel werden im letzten Moment von einem Rettungshubschrauber an Bord genommen und bekommen endlich die Gelegenheit, ihre im Verlauf dieser wenigen Stunden entstandene Zuneigung zueinander im Gästetrakt des Weißen Hauses auszuleben.
Während dieser Ereignisse zeigt sich, dass der im Prolog ermordete Geologe nur benutzt wurde, um eine fingierte Meldung über die Entdeckung des Meteoriten zu versenden, die von der NASA empfangen werden konnte. Der NASA-Satellit war fehlerhaft und konnte ihn überhaupt nicht entdecken. Der Geologe musste sterben, um die Täuschung eines funktionierenden Satellitensystems aufrechtzuerhalten und um die Regie der Ereignisse in den Händen der NASA zu halten. Ekstrom wusste allerdings nur, dass der Meteorit anders als behauptet entdeckt wurde. Die Fälschung des Meteoriten selbst war Pickerings Geheimnis.
Zach Herney gesteht der Welt, dass der Meteorit eine Fälschung war und dass er und die NASA nichts davon wussten. Es scheint, dass Sexton gewinnen wird. Doch Sexton will zu viel. Er hat die Analyseergebnisse des Satelliten erhalten, die seine Tochter ihm von der Goya schickte, weil sie sich Hilfe von ihm erhoffte. Doch der Senator will sie für seine Präsidentschaftskandidatur verwenden und in einer Pressekonferenz verteilen. Dabei scheitert er an Gabrielle Ashe, die im letzten Moment die vorbereiteten Pressemappen gegen ähnliche Mappen austauscht, in denen sich die Sexfotos von ihr und Sexton befinden. Sexton blamiert sich furchtbar, als er die Mappen in gutem Glauben auf einer Pressekonferenz verteilt.
Am Ende des Thrillers wirft Ekstrom, Direktor der NASA, den gefälschten Meteoriten aus einem Frachtflugzeug in den Ozean zurück.

## Hintergrund

### NRO
Das National Reconnaissance Office (NRO) existiert, wie in der Einleitung erwähnt, tatsächlich.

### ALH 84001
Der Meteorit ALH 84001, in der Einleitung genannt, existiert wirklich und wurde für einen Beweis für außerirdisches Leben gehalten.

### Ellesmere-Insel
Die Ellesmere-Insel ist kanadisches Hoheitsgebiet, weshalb die Existenz einer NASA-Basis und die Durchführung einer US-Militäroperation dort sehr unwahrscheinlich wäre.

### Riesenasseln
Riesenasseln von bis zu 45 cm Länge und 1,7 kg Gewicht gibt es wirklich in extremer Tiefe.

### Improvisierte Munition
Waffen, die mit so genannter „improvisierter Munition“ (IM) geladen werden, beispielsweise Schnee oder Sand, sind konzipiert, um in Fällen, in denen Nachschublieferungen durch eigene Kräfte nicht möglich oder zu aufwändig sind, den Streitkräften trotzdem volle Handlungsfreiheit in Sachen Munitionsverbrauch zu lassen, da Munition ständig aus der Umgebung nachgeholt werden kann (in der Wüste Sand, in Schneegebieten Schnee, Wasser etc.). Im Roman versichert der Autor am Anfang, dass sämtliche erwähnte Technik bereits heute eingesetzt wird. In der Geschichte sind IM-Waffen gerade in der geheimen Erprobung, wobei lediglich die US-amerikanische Spezialeinheit Delta Force diese Waffen besitzt. Angeblich funktionieren die Waffen folgendermaßen:
IM-Waffen wandeln diverse in der Natur zu findende Stoffe wie beispielsweise Sand oder Schnee mittels verschiedener chemischer und physikalischer Vorgänge in brauchbare Munition um. Beispielsweise wird ein Teil des Schnees, der als Ladung in das dafür vorhergesehene Fach im Kolben einer IM-Waffe geladen wird, beim Abdrücken kurz erwärmt, um dann wieder zu einem festen Eisgeschoss abgekühlt und abgeschossen zu werden. Simultan wird bei einer Waffe, die mit Sand geladen wird, der benötigte Teil des Sandes zu einer Glaskugel verschmolzen und abgefeuert.

## Veröffentlichung
- Dan Brown: Meteor. Aus dem Amerikanischen von Peter A. Schmidt. Lübbe, Köln 2003; neuere Auflage ebenda 2016, ISBN 978-3-404-17504-8.